# Нургазы, Ардак
Ардак Нургазы (каз. Ardakh Nurgaz; род. 1972, Китай) — поэт, прозаик, литературный критик.
С 1991 года живёт и публикуется в Казахстане. В 2006 году работал журналистом в газете «Казахская литература». С 2006 по 2008 был главным редактором газеты «Шетел әдебиеті» (Иностранные литературы). В 2008 году работал редактором журнала «Жалын», в 2009—2015 годах работал журналистом в газете «Алматы акшамы» (Вечерний Алматы). С 2017 по 2019 год работал менеджером в пресс-службе Казахского государственного академического драматического театра имени Мухтара Ауэзова.
Автор книг «Книга ложной свободы» (каз. Жалған бостандық кітабы; 2009) и «Колибри» (каз. Арақұс; 2011, на китайском и казахском языках), «Дәлдік һәм тұнықтық» (2014, на английском, китайском и казахском языках), «A Garden of Trees and Other Poems» (2016), «Pebbles, Eggs and the Fence: A Collection of Poetry from Central Asia» (2020, Австралия, издательство «Puncher & Wattmann»), «Таным мен талғам» (2018), сборника рассказов «Линии и точки» (каз. ), «Современная казахская поэзия» (2010).
С пьесой «Я, Я никто» (каз. Мен, мен ешкім де емеспін) выиграл первое место в номинации «Лучшая драматургия» на международном литературном конкурсе «Рух».